# Signal d’Écouves
Das 413 m hohe Signal d’Écouves ist der höchste Punkt der Normandie und der zweithöchste Punkt des armorikanischen Massivs. Nördlich der Antiklinale von Écouves schwankt die Höhe zwischen 330 m und 413 m. Die größte Höhe beträgt 413 m. Es liegt im Département Orne, nördlich von Alençon. Es besteht aus armorikanischem Sandstein. Es überragt die benachbarten Höhen um einige Meter und ist bewaldet. Die Aussicht ist auf die Hügel in der Nähe beschränkt.
17 km im Südosten vom Signal d’Écouves liegt das Mont des Avaloirs im Département Mayenne, das mit 416 m der höchste Punkt des armorikanischen Massivs ist. Wegen des Greenwich-Meridians liegt das Signal d’Écouves im Osten der Welt, während das Mont des Avaloirs im Westen der Welt liegt.